# Autostrada A14
Die Autostrada A14 (italienisch für ‚Autobahn A14‘), auch Autostrada Adriatica (ital. für „Adria-Autobahn“) genannt, ist eine italienische Autobahn, die den Norden des Landes mit dem äußersten Südosten verbindet. Sie beginnt bei Bologna, führt über Großstädte wie Ancona, Pescara und Bari, und endet bei Tarent. Die A14 ist wie die meisten Autobahnen in Italien auf ihrer ganzen Länge mautpflichtig und mit einer Länge von 743,4 km die zweitlängste Autobahn des Landes.
Die A14 kreuzt auf ihrem Weg insgesamt vier weitere Autobahnen. Im Einzelnen von Norden nach Süden: Die A1, A13, A25 sowie die A16.

## Verlauf
Die A14 ist die zweitlängste Autobahn Italiens und wichtige Nord-Süd-Verbindung Italiens neben der A1. Sie führt nahezu in ihrer gesamten Länge entlang der italienischen Adriaküste.

### Abschnitt Bologna – Rimini

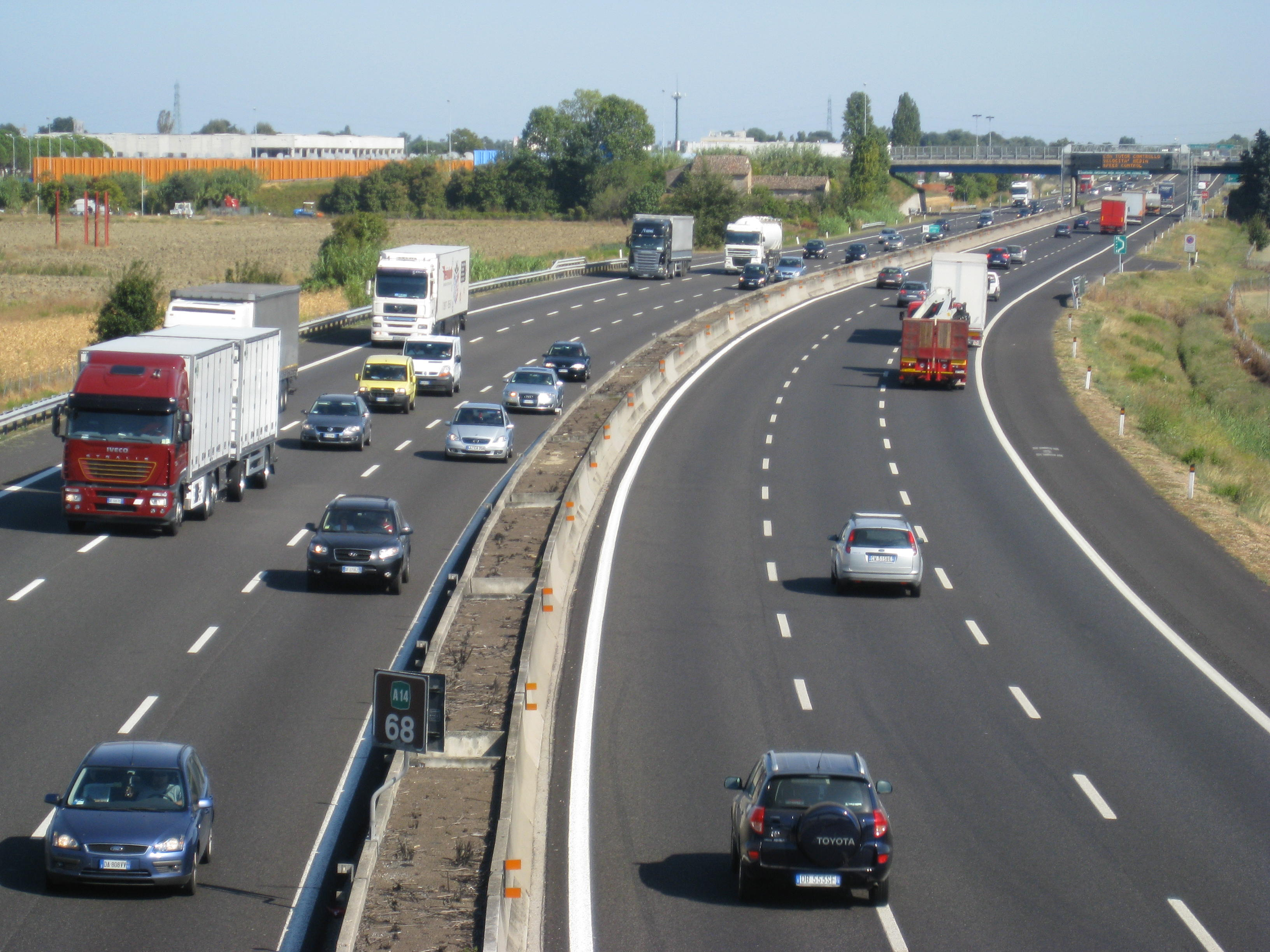
Die A14 bei Forlì

Die Autobahn führt in diesem Abschnitt am Rand der Po-Ebene Richtung Osten bis an die Adriaküste. Dieser Abschnitt der A14 folgt nicht dem Verlauf der Adria. Sie verbindet die Touristenorte Rimini und Riccione mit Bologna.
Die A14 beginnt westlich von Bologna (Hauptstadt der Emilia-Romagna) im Norden Italiens. Sie zweigt von der A1 (Autostrada del Sole) ab. Nach wenigen Kilometern mündet der erste Autobahnzweig der A14 ein mit Anbindung an die A1 (Richtung: Florenz). Ab hier führt die Tangente von Bologna bis zur Anschlussstelle Bologna – S. Lazzaro als Parallelfahrbahn für den Nahverkehr vorbei. Die Tangente ist mautfrei. Bei Bologna Arcoveggio mündet die A13 aus Padua ein.
Die Autobahn führt Richtung Osten entlang der Ausläufer des Apennins und nahe der alten Römerstraße Via Aemilia, die als Staatsstraße 9 klassifiziert ist. Vorbei an den Städten Castel San Pietro Terme und Imola zweigt bei Faenza ein Autobahnzweig nach Ravenna ab. Weitere Städte auf diesen Abschnitt sind Forlì und Cesena. Bei Rimini erreicht die A14 die Adria.

### Abschnitt Rimini – Pescara

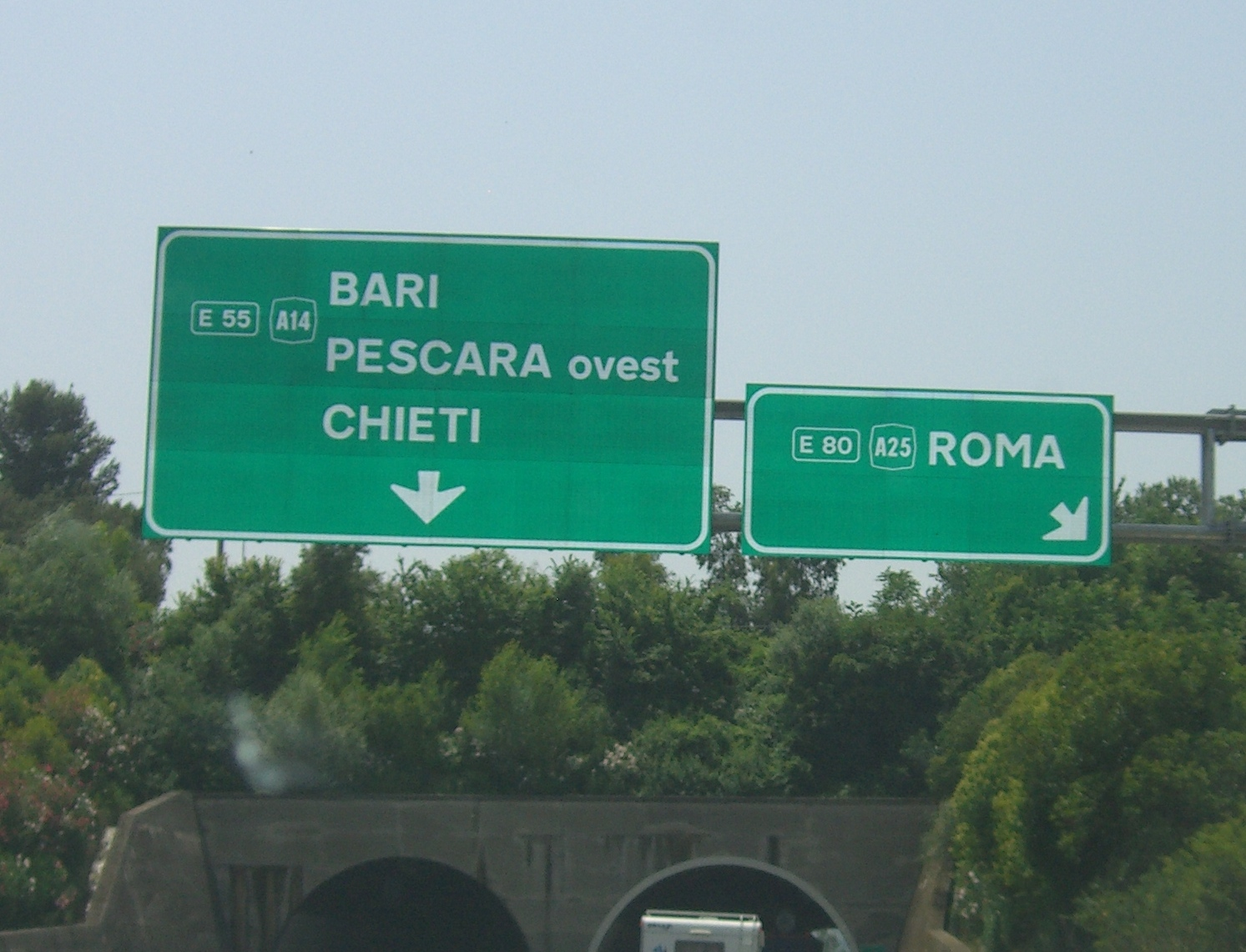
Der Knoten mit der A25 bei Pescara

Dieser 230 km lange Abschnitt liegt in den italienischen Regionen Marken und Abruzzen. Die A14 führt fast direkt am Meer weiter, parallel zur Strada Statale 16 Adriatica, die vor dem Bau der A14 die wichtigste Straße in diesem Abschnitt war.
Nach der Regionsgrenze zur Emilia-Romagna führt die Autobahn an den Städten Pesaro, Fano und Senigallia vorbei und kommt in die Hauptstadt der Marken, Ancona. Bei Fano zweigt die SS 73bis ab, die bei Fossombrone in die Strada Statale 3 Via Flaminia einmündet und nach Rom führt. In Ancona zweigt die SS 76 ab, die bis nach Perugia verläuft. Südlich von Ancona weicht die Autobahn für kurze Zeit der Adriaküste landeinwärts aus. Bei Civitanova Marche erreicht sie wieder das Meer. Zwischen Civitanova Marche und San Benedetto del Tronto, wo der Fluss Tronto die Grenze zur Region Abruzzen bildet, ist die A14 direkt an der Adria geführt.
Die A14 erreicht hinter den Ortschaften Alba Adriatica, Giulianova, Pineto und Città Sant’Angelo die Hafenstadt Pescara und umfährt diese landeinwärts. Es zweigt die A25 ab, die über Torano und die A24 nach Rom führt.

### Abschnitt Pescara – Tarent
Südlich des Knotens A14/A25 wendet sich die A14 der Adriaküste zu, vorbei an den Städten Ortona und Vasto zur Grenze der Region Apulien. In dem kurzen Abschnitt in Molise führt sie an der Hafenstadt Termoli vorbei. In Apulien wendet sich die A14 wiederum landeinwärts und gelangt durch die Ebenen Apuliens an den Städten San Severo, Foggia und Cerignola vorbei bis nach Canosa. Sie trifft dort die A16. Im letzten Abschnitt berührt sie die Städte Barletta, Bisceglie, Molfetta und führt wieder nahe dem Meere vorbei bis nach Bari. Landeinwärts führt die A14 zu ihrem Endpunkt in Massafra und mündet in die SS 7 ein, welche nach kurzer Strecke die Hafenstadt Tarent erreicht.

## Ausbauzustand
Die A14 ist meist auf vier Fahrstreifen ausgebaut. Nur das nordwestliche Ende zwischen der A1 bei Bologna und der Anschlussstelle Rimini-Nord ist sechsstreifig. Zurzeit[veraltet] wird sie bis Pescara sechsstreifig ausgebaut. Die Umfahrung von Bologna hat zudem zusätzliche Parallelfahrbahnen für den Nahverkehr.
Insbesondere zwischen Rimini und Pescara ist die A14 durch hügeliges Land mit zahlreichen Brücken und Tunneln geführt. In Fahrtrichtung Tarent sind 19.162 m durch Tunnel geführt, in Fahrtrichtung Bologna 19.691 m.pass

## Bauprojekte an der A14
Entlang der A14 sind einige wichtige Bauprojekte geplant. Das wichtigste Bauprojekt ist der sechsspurige Ausbau zwischen Rimini und Porto S. Elpidio.

### Sechsspuriger Ausbau Bologna B.go Panigale – Bologna S. Lazzaro
Zwischen km 8 und km 14 ist die A14 die Tangenziale von Bologna. In diesem Abschnitt erfolgte der sechsspurige Ausbau zwischen 2003 und 2007. Die Eröffnung und Übergabe an den Verkehr erfolgte im Januar 2008. In den Baukosten von 59,4 Millionen Euro ist die Errichtung einer neuen Anschlussstelle (Bologna Fiera) und die Errichtung von 9 km Lärmschutzwänden enthalten.

### Sechsspuriger Ausbau Rimini nord – Porto S. Elpidio
Zwischen Rimini/Nord und Porto S. Elpidio wurde die Autobahn auf einer Länge von 154,7 Kilometern saniert und auf sechs Spuren mit Standstreifen ausgebaut. In die Bauarbeiten eingeschlossen die Vorbereitung zur Errichtung drei neuer Anschlussstellen (Valle del Rubicone, Montemarciano und Porto S. Elpidio) und die Errichtung von 95,8 Kilometer Lärmschutzwänden. Geplant wurde ebenfalls die Errichtung der Anschlussstellen Pesaro centro, Fano nord und Ancona ovest, welche jedoch nicht realisiert wurden. Die Gesamtkosten betragen 2,444 Milliarden Euro.

### Weitere Pläne
Auf 34,1 Kilometer Länge zwischen Bologna S. Lazzaro und der Abzweigung der „A14dir“ nach Ravenna, soll die Autobahn achtspurig ausgebaut werden. Zwischen Cesena Sud und Rimini Nord ist bereits eine neue Anschlussstelle, Valle del Rubicone, errichtet worden.

## Geschichte

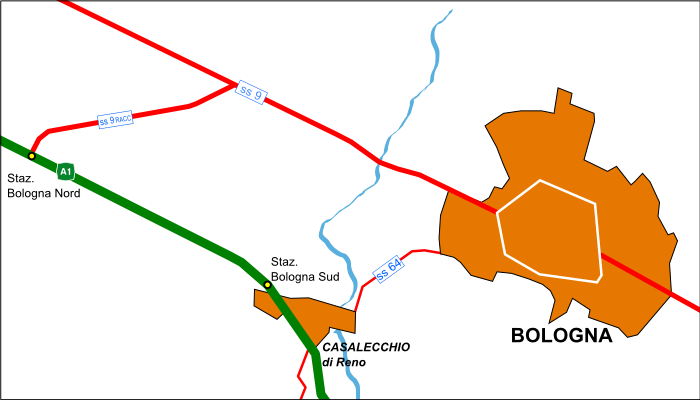
Verkehrsnetz Bolognas 1960:Gerade erst fertiggestellte A1, ohne A13 und A14

Anfang der 1960er Jahre begannen die Bauarbeiten an einer Stadtumfahrung von Bologna. Die Autostrada del Sole (A1) zwischen Mailand und Bologna wurde 1959 eröffnet, 1960 der Abschnitt zwischen Bologna und Florenz. Das Gesetz 729 von 1961 (Plan zur Errichtung eines Grundnetzes an Autobahnen) sah den Bau der A13 und der A14 vor, die 1966 zwischen Bologna-Padua (A13) und Bologna-Cesena (A14) eröffnet wurden. 1967 folgte die Fertigstellung der Tangenziale (Stadtumfahrung, 24,6 km lang) gemeinsam mit den Knoten zwischen der A1, A13 und A14.
Der gesamte erste Abschnitt zwischen Bologna und Ancona wurde am 31. Mai 1969 eröffnet. Der Abschnitt zwischen Ancona und Pescara folgte am 14. April 1973, gemeinsam mit dem Abschnitt Lanciano – Canosa. 1973 war die Autobahn zwischen Bologna und Bari komplett befahrbar. Eingeschlossen war der Abschnitt der A17, die Teil der A14 und A16 wurde. Die Eröffnung der Verlängerung bis zum Endpunkt bei Taranto erfolgte am 6. Dezember 1975.

## Ast Casalecchio

Verkehrsnetz Bolognas mit diesen Autobahnzweig (Ramo Casalecchio)

Diese Autobahnzweig verbindet die A14 mit der A1 bei Casalecchio di Reno. Auf dem fünf Kilometer langen Abschnitt befindet sich die Anschlussstelle Casalecchio di Reno. Er hat die Aufgabe, den von Padua (A13) nach Florenz (A1) führenden Verkehr, direkt zu leiten. Ansonsten wäre ein 15 km langer Umweg nötig. Der Verkehr nach Mailand, von Padua kommend, fährt über die A14 direkt zur A1. Der Zweig ist vierspurig mit Standstreifen ausgebaut.

## Zubringer A14 – Tangente Bari
Dieser 4,5 km lange Autobahnzweig, der Teil der A14 jedoch mautfrei ist, befindet sich in der Ortslage Bari. Er verbindet die Ausfahrt Bari nord mit der 8. Anschlussstelle der vierspurig ausgebauten „Tangente von Bari“. Dieser Autobahnzweig besitzt zwei Anschlussstellen Bari zona industriale und Modugno. Als die A14 noch nicht bis Tarant führte, stellte dieser Ast das Ende der damals als A17 klassifizierten Autobahn dar. Er wurde unter dem Namen D94 bekannt. Auf Hinweistafeln ist er jedoch immer als Teil der A14 ausgeschildert.